# 花中町
花中町（はななかちょう）は、愛知県豊橋市の地名。

## 地理
豊橋市中央部に位置する。西は中郷町、南は入船町・西小池町・柳生町、北は野黒町・八通町、北東は花田町に接する。

## 歴史

### 町名の由来
旧花ヶ崎村の中央部に位置することによる。

### 人口の変遷
国勢調査による人口および世帯数の推移。
| 1995年（平成7年）  | 504世帯 1159人 |  |
| 2000年（平成12年） | 493世帯 1087人 |  |
| 2005年（平成17年） | 550世帯 1152人 |  |
| 2010年（平成22年） | 655世帯 1328人 |  |
| 2015年（平成27年） | 706世帯 1429人 |  |
| 2020年（令和2年）  | 736世帯 1450人 |  |

### 沿革
- 1946年（昭和21年） - 豊橋市小池町・花田町・橋良町の各一部により、同市花中町が成立[2]。
- 1952年（昭和27年） - 花田町の一部を編入する[2]。

## 交通
- JR東海道本線[1]
- 豊橋鉄道渥美線[1]
- 東海道新幹線[1]

## 施設
- 大林製糸所[1]
- 素戔嗚神社[1]
- 羽根井遊園[1]

### WEB
1. ↑  “愛知県豊橋市の町丁・字一覧”.   人口統計ラボ. 2023年4月13日閲覧。
2. 1 2  総務省統計局 (2022年2月10日). “令和2年国勢調査の調査結果(e-Stat) - 男女別人口，外国人人口及び世帯数－町丁・字等” (CSV). 2023年8月2日閲覧。
3. ↑  “愛知県豊橋市の郵便番号一覧”.   日本郵便. 2023年4月13日閲覧。
4. ↑  “市外局番の一覧” (PDF).   総務省 (2022年3月1日). 2022年3月22日閲覧。
5. ↑  総務省統計局 (2014年3月28日). “平成7年国勢調査の調査結果(e-Stat) - 男女別人口及び世帯数 －町丁・字等” (CSV). 2021年7月20日閲覧。
6. ↑  総務省統計局 (2014年5月30日). “平成12年国勢調査の調査結果(e-Stat) - 男女別人口及び世帯数 －町丁・字等” (CSV). 2021年7月20日閲覧。
7. ↑  総務省統計局 (2014年6月27日). “平成17年国勢調査の調査結果(e-Stat) - 男女別人口及び世帯数 －町丁・字等” (CSV). 2021年7月21日閲覧。
8. ↑  総務省統計局 (2012年1月20日). “平成22年国勢調査の調査結果(e-Stat) - 男女別人口及び世帯数 －町丁・字等” (CSV). 2021年7月21日閲覧。
9. ↑  総務省統計局 (2017年1月27日). “平成27年国勢調査の調査結果(e-Stat) - 男女別人口及び世帯数 －町丁・字等” (CSV). 2021年7月21日閲覧。

### 書籍
1. 1 2 3 4 5 6 7 8  「角川日本地名大辞典」編纂委員会 1989, p. 1793.
2. 1 2 3  「角川日本地名大辞典」編纂委員会, 1989 & p1087.